# 基里比利 (新南威爾士州)

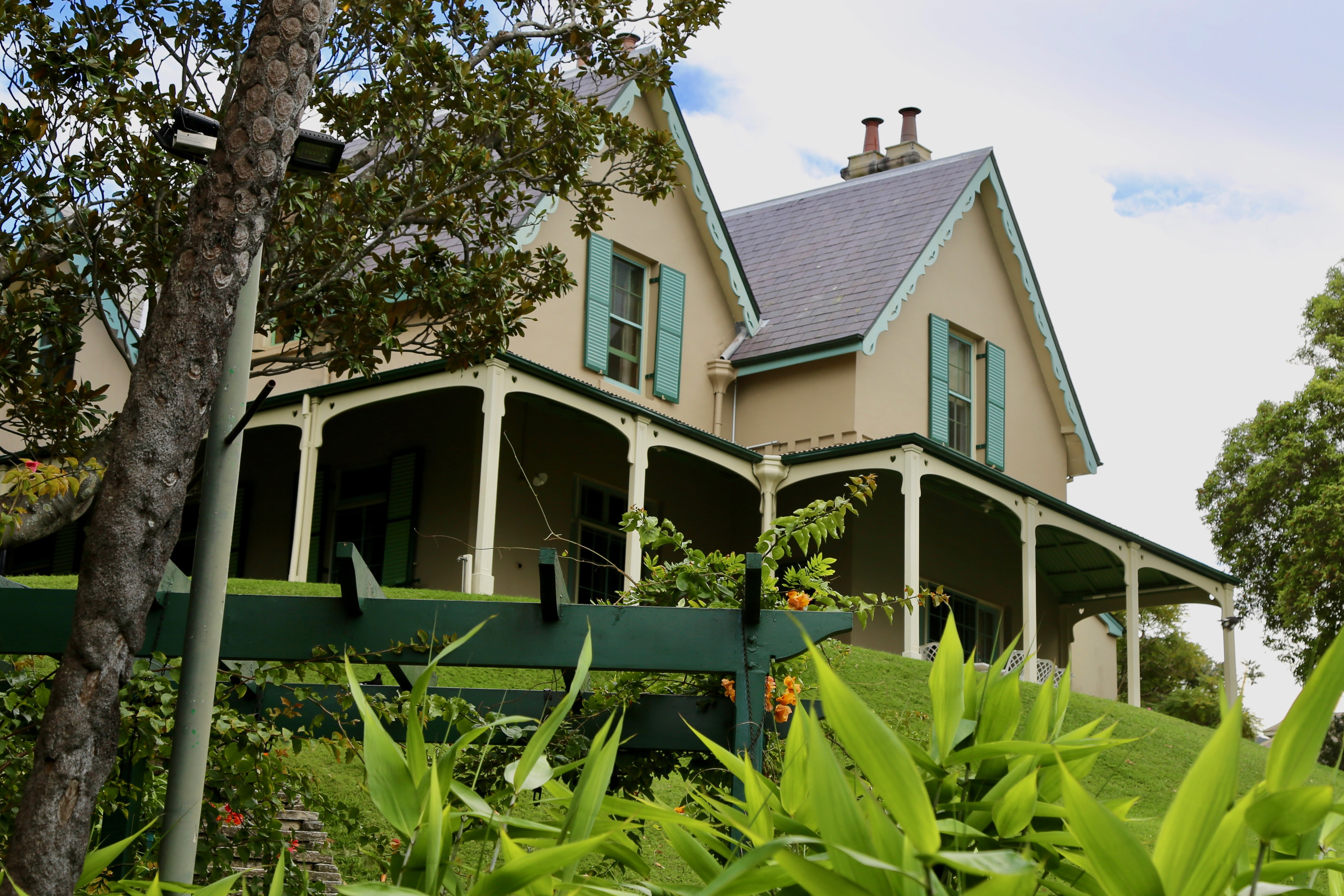
基里比利樓

基里比利，位於澳大利亞新南威爾士州首府悉尼下北岸的一個郊區，距離悉尼中心商業區只有3 km（1.9 mi）之遙，毗鄰米爾遜角，是悉尼的毫宅區之一，澳大利亞總理的官邸基里比利樓（Kirribilli House）也座落於此。

## 外部連結
- Ian Hoskins. . Dictionary of Sydney. 2008  [27 September 2015]. （原始内容存档于2023-06-21）. [CC-By-SA]
- Kirribilli Markets （页面存档备份，存于）
- Parliamentary discussion of the condition of Kirribilli wharves 的存檔，存档日期6 September 2007.